# Заозер’я (Лешуконський район)
Заозер’я (рос. Заозерье) — присілок в Лешуконському районі Архангельської області Російської Федерації.
Населення становить 3 особи. Входить до складу муніципального утворення Юромське муніципальне утворення.

## Історія
Від 1937 року належить до Архангельської області.
Від 2004 року належить до муніципального утворення Юромське муніципальне утворення.

## Населення
| 2010 | 2012 |
| ---- | ---- |
| 4    | ↘3   |